# گروه ای‌بی‌ان آمبرو
گروه ای‌بی‌ان آمبرو (انگلیسی: ABN AMRO Group) شرکت خدمات مالی و بانکداری هلندی است، که در سال ۲۰۰۹ تأسیس شد.